# Jelita
Jelita (Hastae, Jelito, Koźlarogi, Koźle Rogi, Tres Hastae) was een Poolse heraldische clan (ród herbowy) van middeleeuws Polen en later het Pools-Litouwse Gemenebest. De familienaam van graven Litwicki (Litwifski) die dit wapen dragen is gevormd met het patroniem achtervoegsel -ic van de etnische naam Litwa, d.w.z. Litouwen, "natie van Litouwers".

## Achtergrond

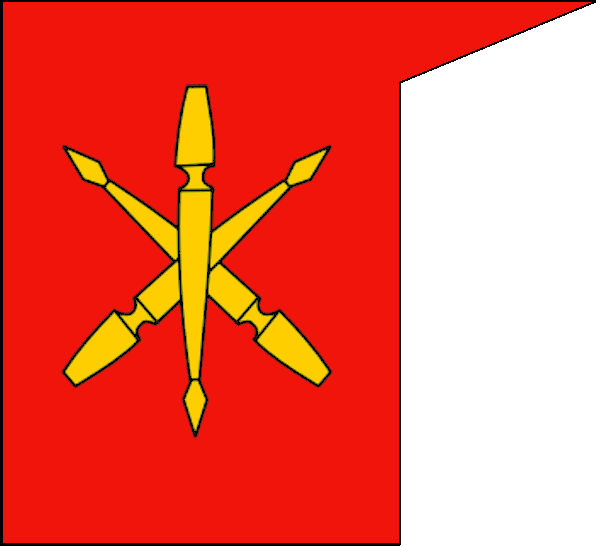
Oorlogsvlag van Jelita

Jelita is een van de oudste heraldische clans van Polen. De zegel van de kastelvoogd Tomisław z Mokrska van 1316 wordt gezien als de eerste vermelding van de clan. De oudste vermeldingen op papier zijn terug te leiden naar 1398. Tijdens de Slag bij Tannenberg hadden Jelita en Gryf als enige betrokken clans hun eigen oorlogsvlag. De Duitse adellijke familie Goldstein uit de Nederrijn verruilde haar eigen traditionele wapen voor dat van Jelita.

### Legende
Volgens een legende zou Florian, een boerensoldaat, tijdens de door de Polen gewonnen Slag bij Plowce in 1311 dodelijk gewond geraakt zijn door drie lansen in zijn buikholte. Wladislaus de Korte zou volgens deze legende de man en zijn familie ter plekke tot de adel verheven hebben en hem de drie speren als wapen verleend hebben. Jelida betekent dan ook in het Pools darmen. Florian van Korytnica, een nakomeling van de boerensoldaat Florian, vocht in de slag bij Tannenberg.

## Telgen
De clan bracht de volgende bekende telgen voort:
- Huis Zamoyski
  - Graaf Adam Zamoyski, historicus
  - Jan Zamoyski, 1e ordinaat van Zamość
  - Tomasz Zamoyski, 2e ordinaat van Zamość
  - Jan Zamoyski, 3e ordinaat van Zamość
  - Marcin Zamoyski, 4e ordinaat van Zamość
  - Graaf August Zamoyski, beeldhouwer
  - Prinses Maria Carolina Zamoyska
  - Gryzelda Konstancja Wiśniowiecka, moeder van koning Michaël Korybut Wiśniowiecki
- Ignacy Jan Paderewski, minister-president van Polen
- Stefan Żeromski, schrijver
- Witold Lutosławski, componist
- Ryszard Kaczorowski, president van Polen
- Karol Skórkowski, bisschop
- Florian Mokrski, bisschop

## Variaties op het wapen van Jelita

Wapen van de graaf van Zamoyski
Wapen van de graaf van Bielski
Wapen van Isabella van Bourbon
Wapen van Maria Carolina Zamoyska
Wapen Gorłowski
Wapen van Hilchen
Wapen van Geometer
Wapen van Jelita III
Wapen van Koźlakowski
Wapen van Manikowski
Wapen van Maszalski
Wapen van Natalis
Wapen van Serny
Wapen van Sienicki
Wapen van Słowieński
Wapen van Szczerbic
Wapen van Szydłowski
Wapen van Wielkołucki

## Galerij

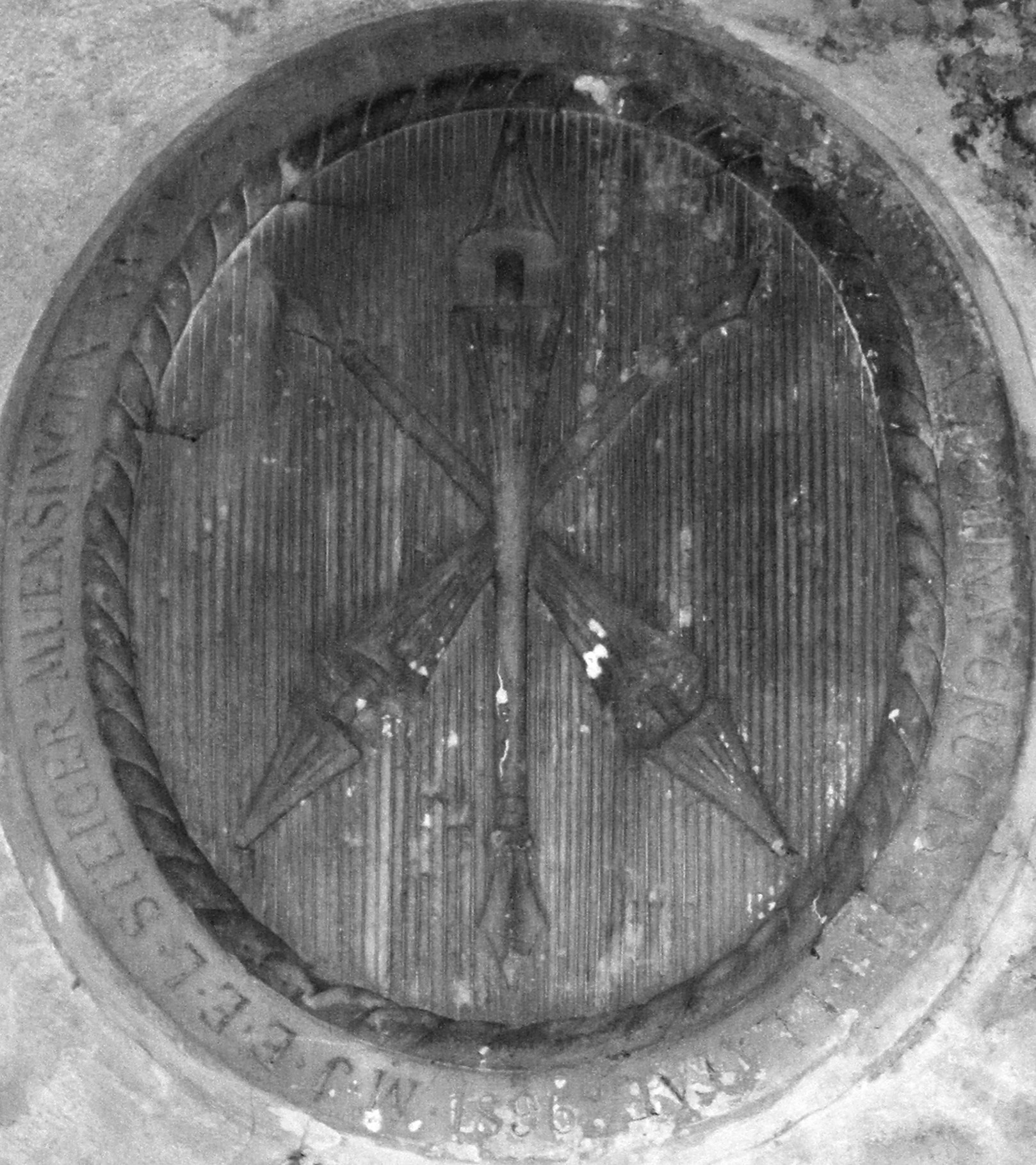
Wapen van Maria Judyta Eleonora von Steiger-Münsingen op het landhuis van Hajná Nová Ves
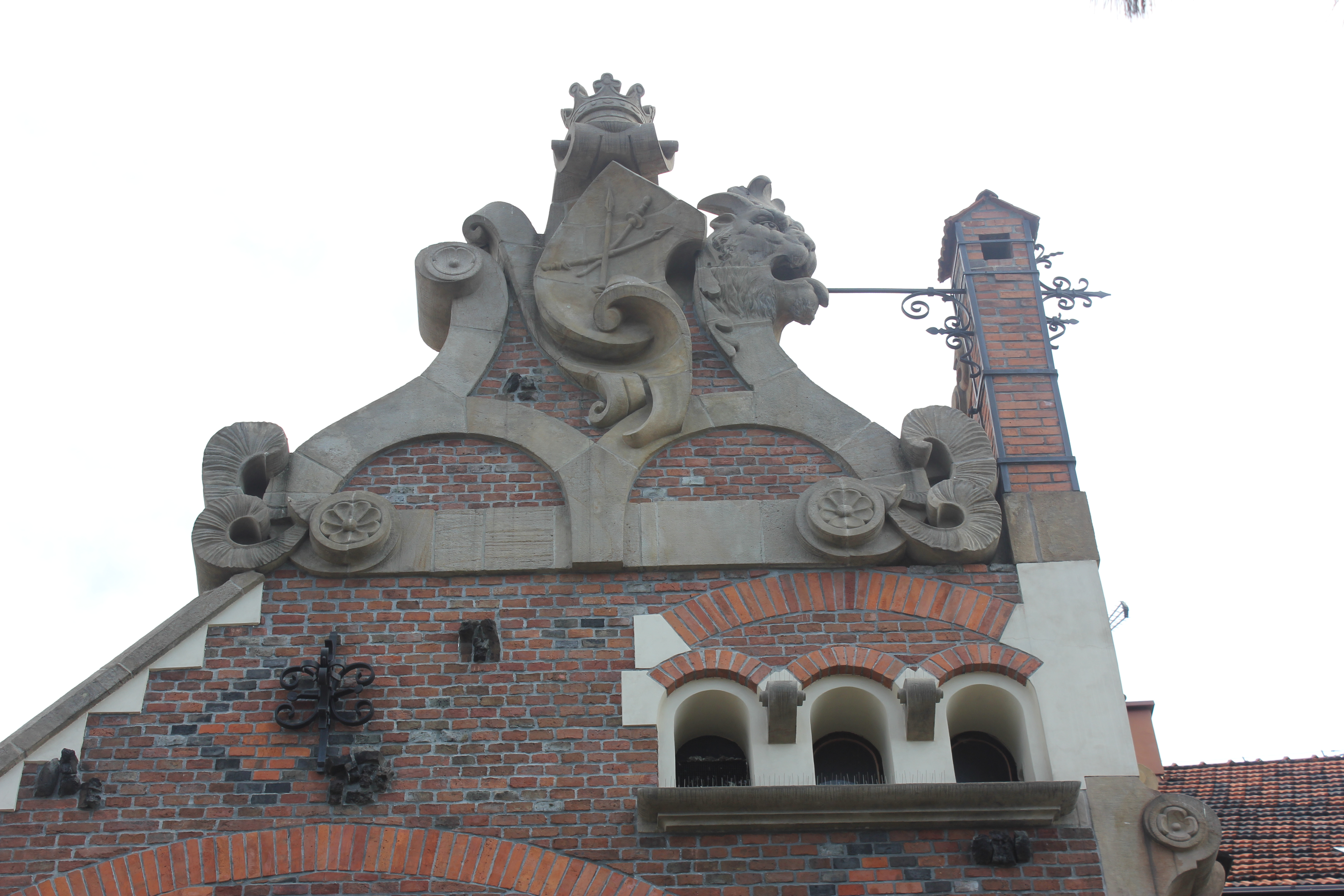
Wapen van Jelita op de Villa Koci Zamek
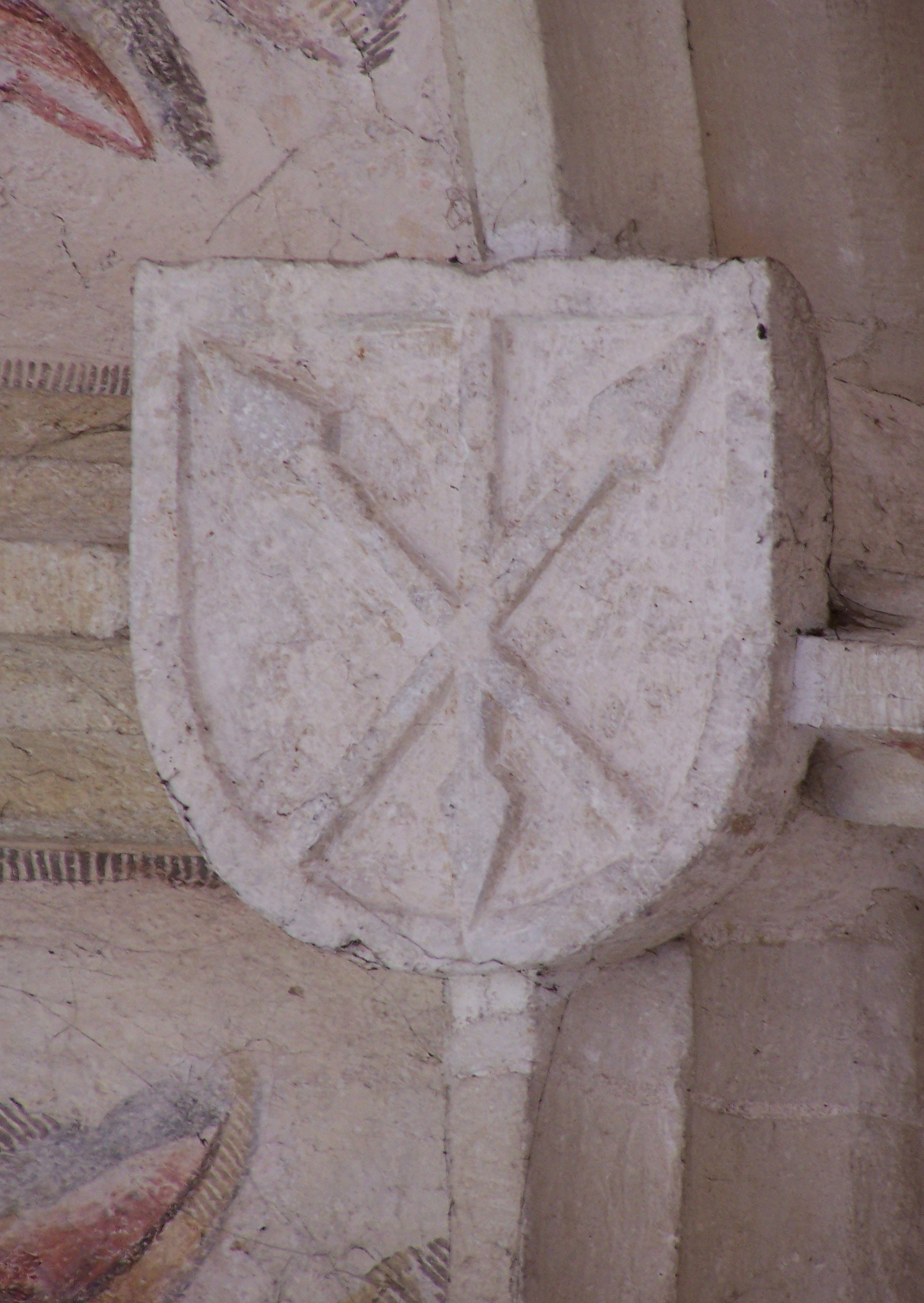
Wapen van Jelita in de Abdij van Tyniec
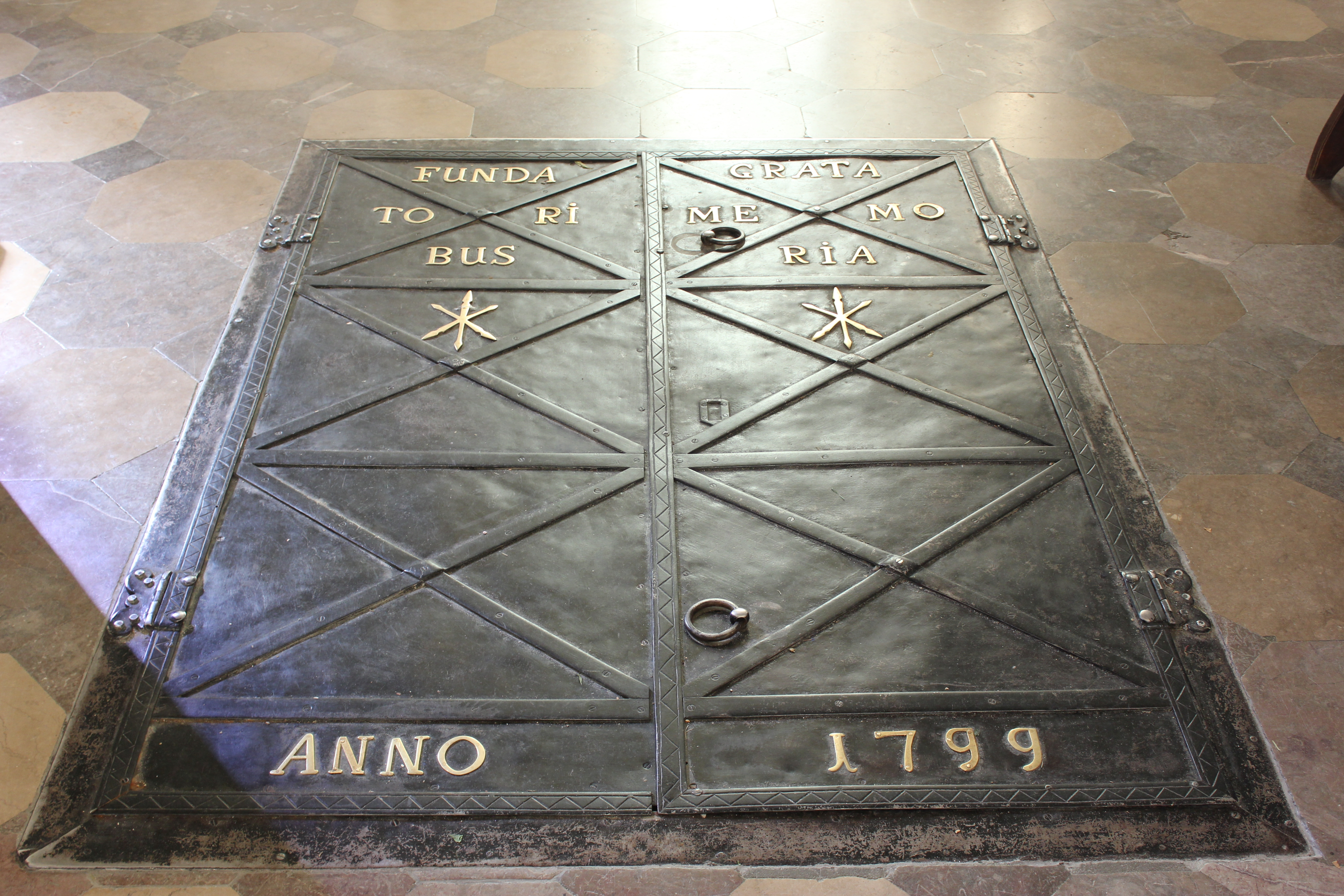
Kathedraal van Zamość
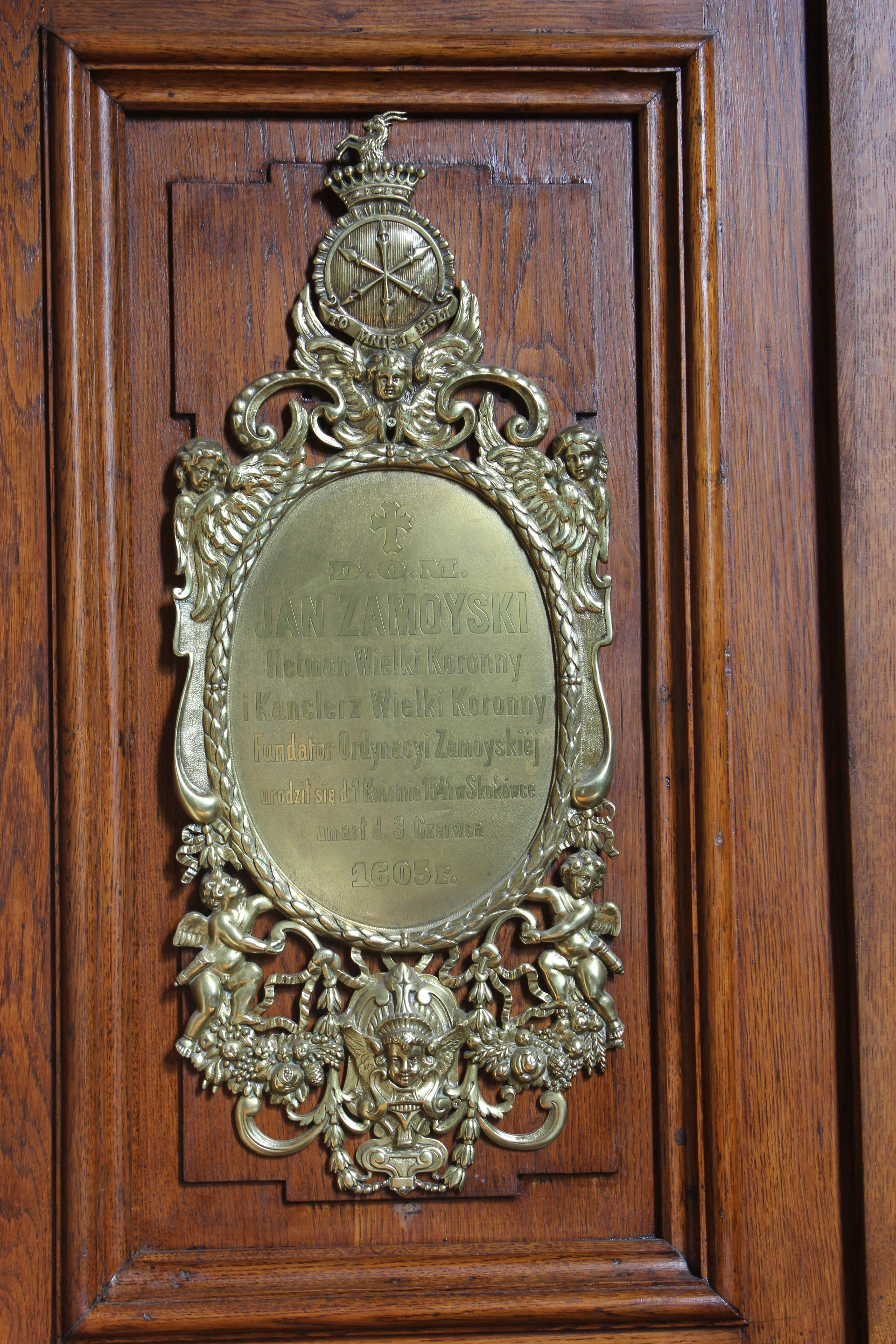
Kathedraal van Zamość
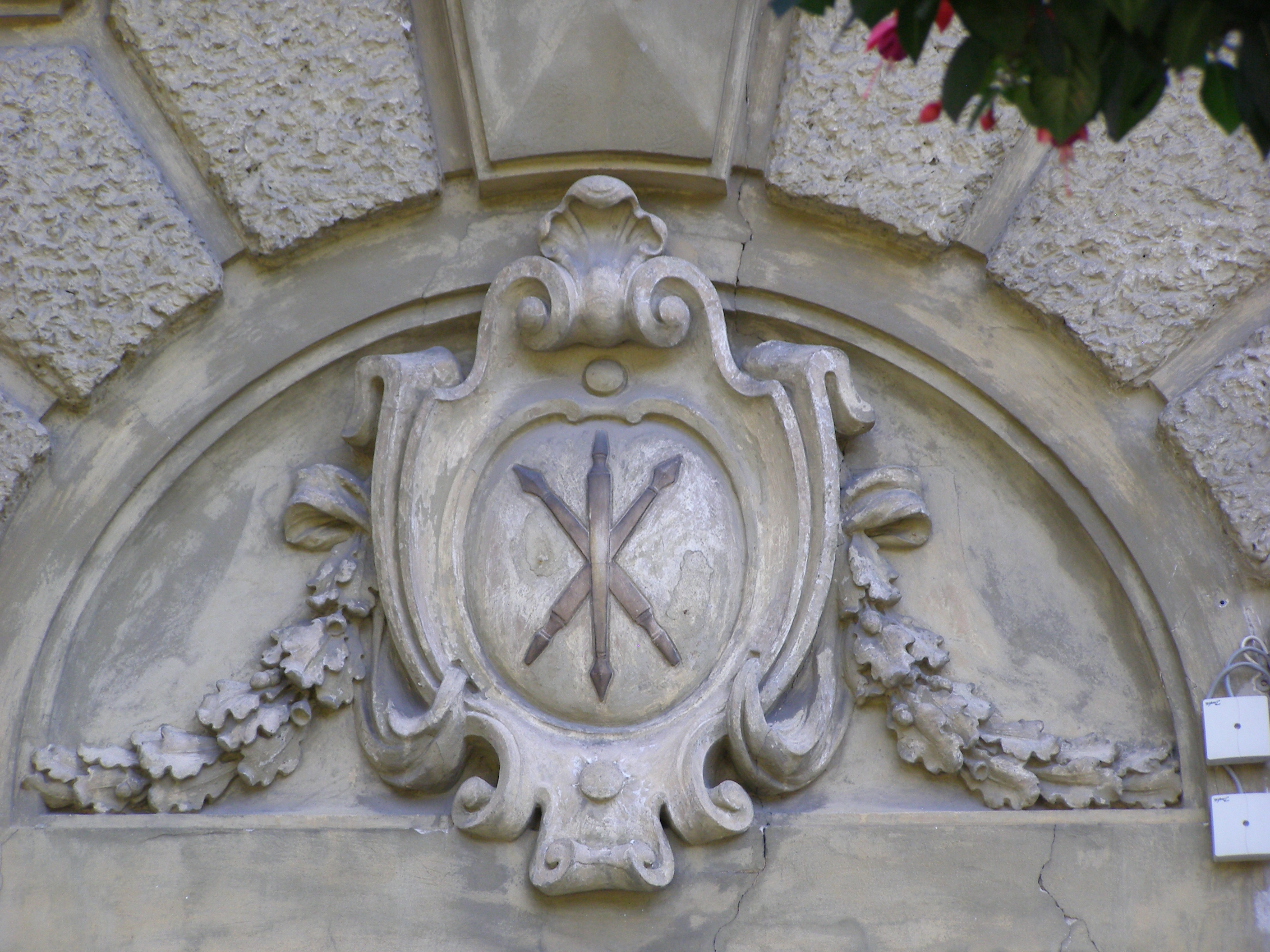
Wapen van Jelita op het Kasteel Łańcut
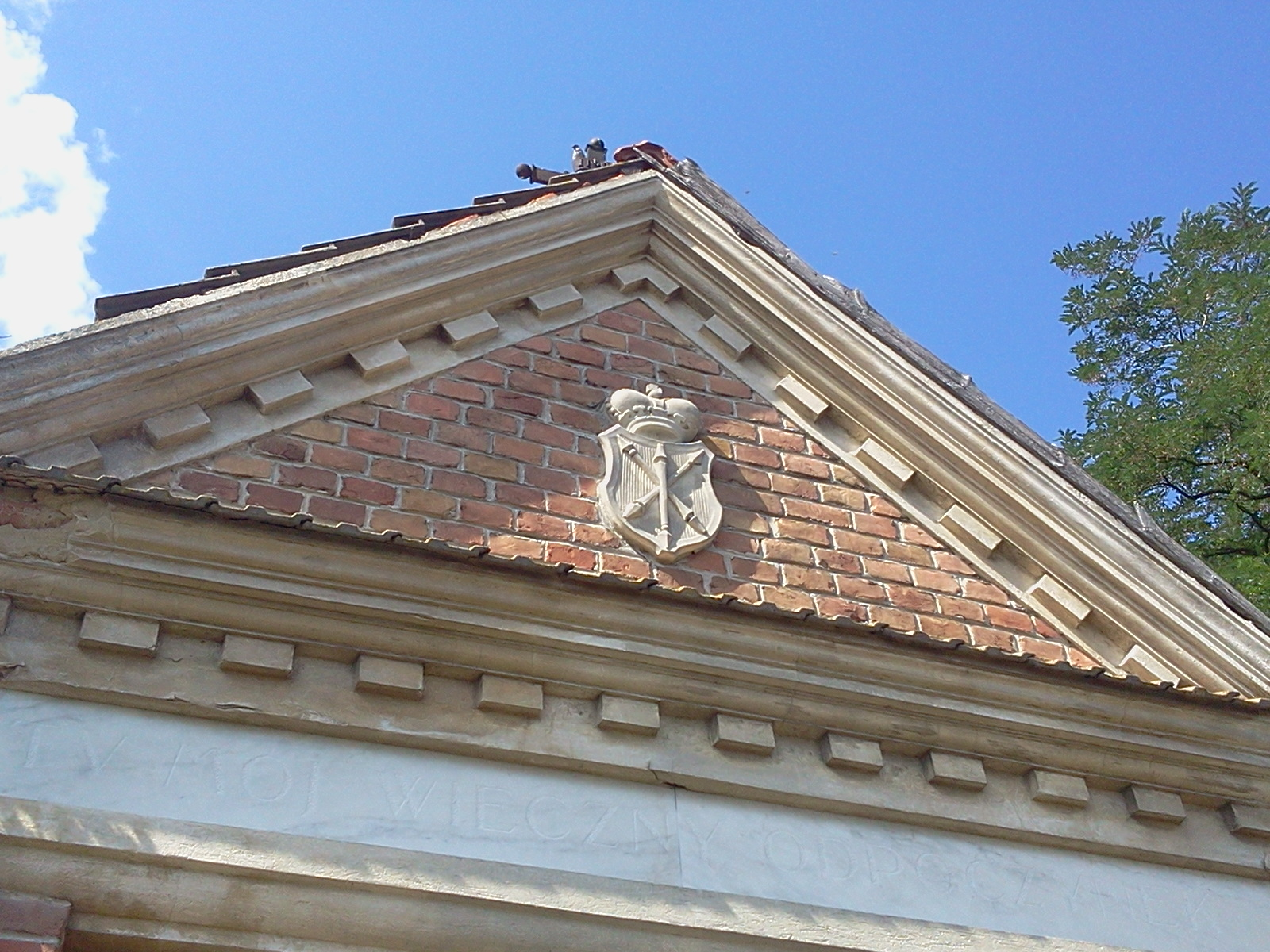
Wapen van Jelita op een grafkapel in Trzeszczany